# Lino, una aventura de siete vidas
Lino, una aventura de 7 vidas (título original en portugués: Lino: Uma Aventura de Sete Vidas) es una película de animación brasileña de 2017 dirigida por Rafael Ribas y producida por el estudio StartAnima. Está protagonizada por la voz de Selton Mello. Asimismo, el elenco principal de voces está compuesto por los actores Guilherme Lopes, Paolla Oliveira y Dira Paes.

## Sinopsis
Lino (Selton Mello) es un simpático y alegre animador de fiestas que está cansado de su vida, al tener que soportar los malos tratos de los niños que se burlan de él por trabajar con un ridículo disfraz de gato gigante lo que lo hace pensar que es la persona más desafortunada del mundo. Queriendo cambiar su vida, Lino contrata los servicios de un hechicero llamado Don León (Luiz Carlos Moraes), pero elige al hombre "equivocado" para ayudarlo y termina convirtiéndose en un gato gigante idéntico a su disfraz. Con la ayuda del hechicero, se iniciará una aventura para recuperar el cuerpo humano de Lino.

## Argumento
Lino es un alegre y simpático animador de fiestas pero que es miserable; porque gana poco, y recibe la humillación de los clientes y del personal del lugar donde trabaja solo por el hecho de usar un disfraz de gato ridículo. Cuando lo echan de su apartamento, Víctor, su vecino y antiguo compañero de colegio que lo molestaba; le deja pasar la noche con él. Cuando Lino se duerme Víctor le roba el disfraz de gato y lo usa para cometer robos en la noche para luego devolverlo sin que Lino se de cuenta. A la mañana siguiente, Lino se despierta y luego de un contratiempo decide visitar a Don León para que le ayude a arreglar su vida. Este le explica sobre un hechizo de arreglo pero se ve que la página del conjuro está rota y que se mezcló con otra. Lino hace lo dicho por Don León y se convierte sin saberlo en un gato gigante en su trabajo. Mientras tanto, los robos de Víctor llegan a la policía que identifica el disfraz de gato. El caso se asigna a la oficial Janine y a los oficiales Zarza y Mora.
Lino se da cuenta de que lo inculparon de los delitos de robo al mismo tiempo que descubre su transformación cuando la policía viene a arrestarlo. Después de correr para escapar Lino termina en un callejón donde una bebé se cae por la ventana, cae en los brazos de Lino y se encariña con él. Lino, con la bebé a cuestas, va donde Don León y sin querer espanta a una clienta. Don León descubre lo sucedido y decide llevar a Lino con su maestro para que arregle las cosas.
Luego de una persecución en el camión de helados de Don León, ellos logran despistar a la policía y Lino nombra a la bebé "Diablilla". La oficial Janine investiga el apartamento de Lino y encuentra una foto de un joven Lino en la escuela con ella. Cuando Lino llega con Don León a la vieja escuela de hechicería de este último descubre que Don León, a pesar de ser una muy buena persona, no era un buen estudiante por lo que se robó el libro de hechizos. En la noche los tres logran colarse a la escuela y roban el libro de antídotos contra hechizos. Logran escapar cuando un estudiante mago transforma el camión de helados en un jeep veloz.
Luego de averiguar que para volver a Lino a la normalidad necesitan: un penacho indio, un huevo de ornitorrinco y un zafiro azul; además de que deberán usarlos al mediodía y recitar un párrafo del libro; se dirigen rápidamente a conseguir las cosas.
Cuando las consiguen y realizan el contrahechizo Lino arroja la cabeza de su disfraz para la tristeza  de Diablilla. Allí Lino se da cuenta de que el disfraz le traía alegría a la bebé y decide ponérselo con una autoestima renovada. Inmediatamente después llega la oficial Janine con los oficiales Zarza y Mora para arrestarlo. Cuando ella le muestra las fotos de las grabaciones Lino les dice que el trasero tatuado con un corazón, que el disfraz deja ver, no es suyo. Entonces se da cuenta de que Víctor fue el ladrón y cuando van a su apartamento a arrestarlo este no  está. Entonces Mora revela que él y Zarza interrogaron a Patty, la prometida de Víctor, quien era la clienta de Don León, y esta les dijo todos los detalles de su viaje a Las Vegas. En el avión arrestan a Víctor para posteriormente encerrarlo en la cárcel. Después Lino se da cuenta de que Janine es la chica de la que estaba enamorado y a quién le regaló un amuleto de la buena suerte cuando eran jóvenes.
Finalmente, después de que Lino limpia su nombre él adopta a Diablilla. Meses después, él abre un centro para niños con la temática de su disfraz de gato con Don León como mago y Janine como admiradora. Además se ve que ella inició una relación con Lino y que también es la madre adoptiva de Diablilla, ahora llamada Juliana, a quien le hacen una fiesta sorpresa por su tercer cumpleaños.
En una escena poscréditos, se muestra que un sapo se tropieza con una botella de poción rota y que termina bebiendo accidentalmente la poción derramada lo que lo convierte en un humano quien se alegra de su nueva apariencia solo para después terminar tropezándose con una banca y cayendo al piso intempestivamente.

## Reparto

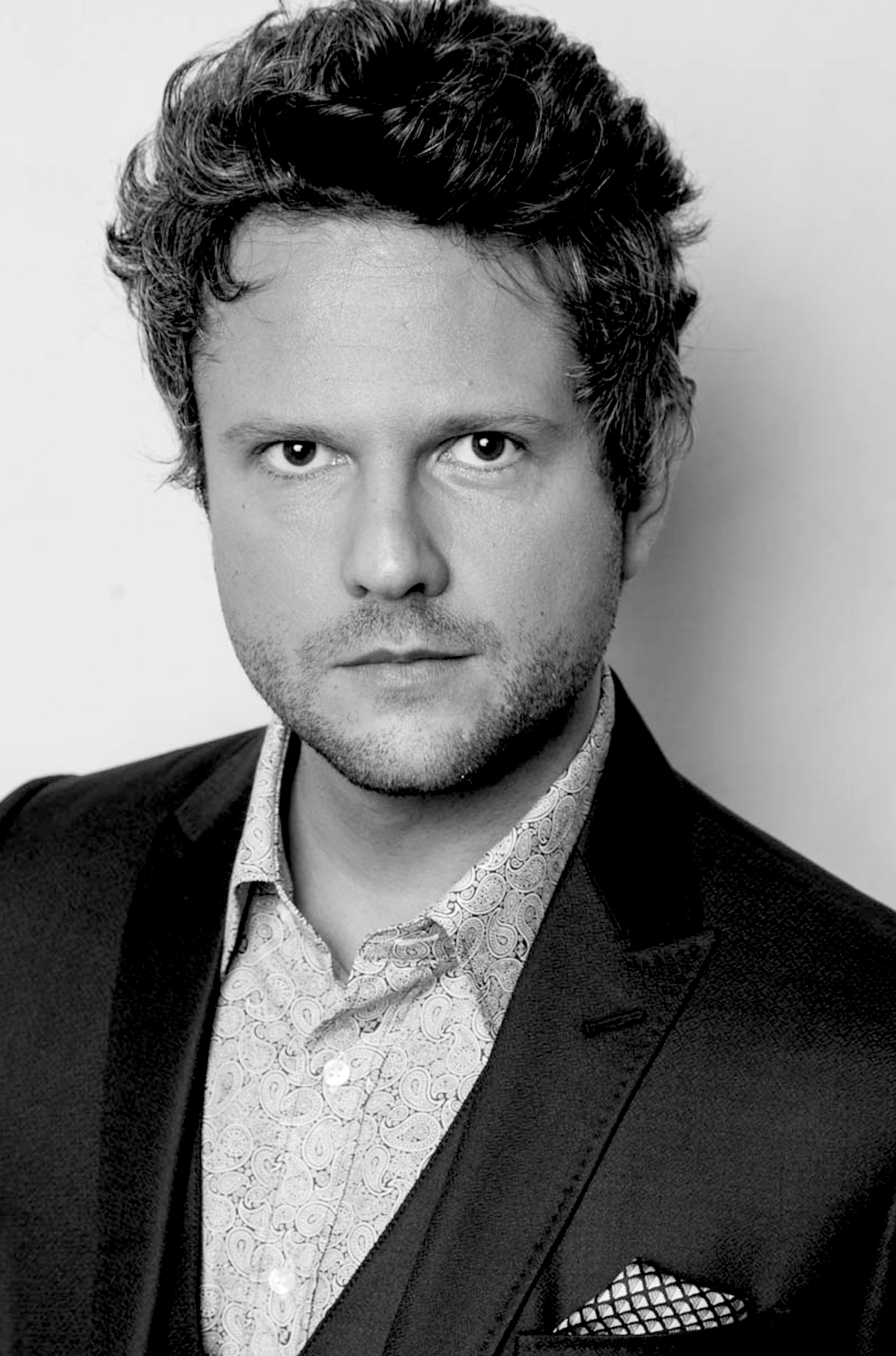
Selton Mello es la voz de Lino
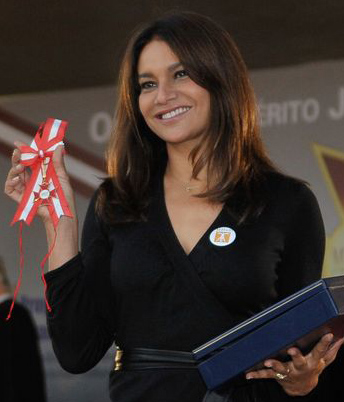
Dira Paes es la voz de Janine
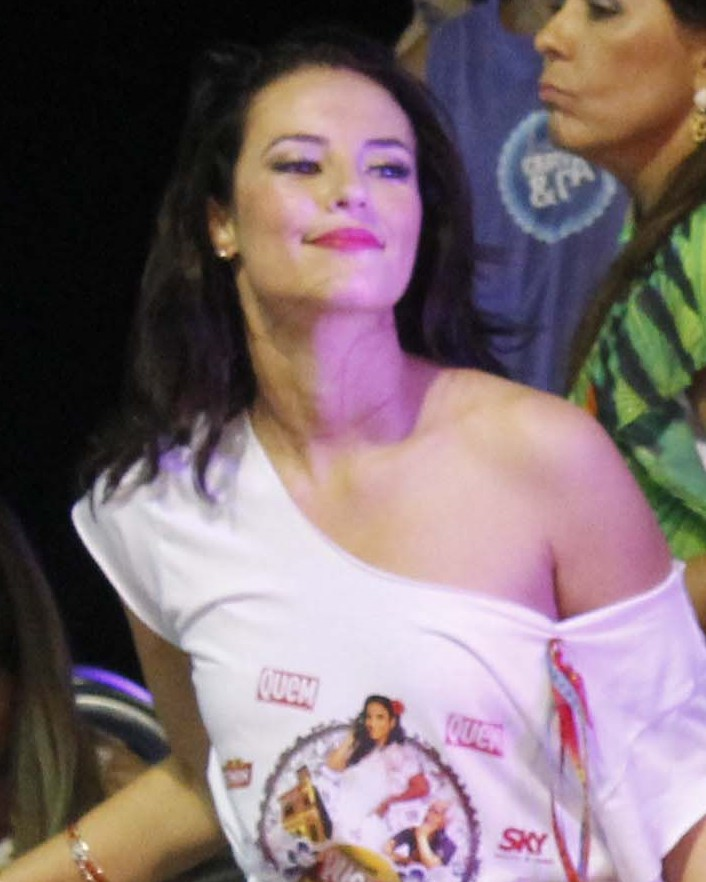
Paolla Oliveira es la voz de Patty

### Actores de voz
- Selton Mello como Lino: Un animador de fiestas que tras cansarse de su aburrida vida decide mejorarla acudiendo a un hechicero que accidentalmente lo transforma en un gato gigante.
- Luiz Carlos de Moraes como Don León: Un poderoso hechicero que debido a una equivocación transforma a Lino en un gato gigante, por lo que se une a él para ayudarlo a recuperar su forma humana.
- Dira Paes como la oficial Janine: Oficial de policía a cargo del caso de los robos cometidos por "el gato gigante". Al final, se revela que es la excompañera y antiguo interés amoroso de Lino, con quien inicia una relación amorosa
- Paolla Oliveira como Patty: La enamorada de Víctor. Tras descubrir sus delitos, le revela a la policía su paradero para que lo puedan capturar.
- Guilherme Lopes como Víctor: El antagonista principal de la historia. Fue rival y bravucón de Lino durante su niñez. En el presente, acoge a Lino en su casa para aprovecharse de él robándole su disfraz de gato gigante para cometer númerosos robos e inculparlo por los delitos. Finalmente, es arrestado por la policía y encerrado en la cárcel.
- Lupa Mabuze como el oficial Zarza: Oficial de policía. Compañero del oficial Mora y mano derecha de la oficial Janine con quien investiga el caso de los robos cometidos por el "gato gigante".
- Leo Rabelo como el oficial Mora: Oficial de policía. Compañero del oficial Zarza y mano derecha de la oficial Janine con quien investiga el caso de los robos cometidos por el "gato gigante".
- Helio Ribeiro como el profesor Henry Topper: Poderoso hechicero que fue el profesor de magia y hechicería de Don Léon.
- Eduarda Moras como Diablilla / Juliana: Pequeña niña que se encuentra accidentalmente con Lino. Finalmente, se convierte en la hija adoptiva de Lino y Janine.

Además, Marcelo Xepa actúa como el jefe de la policía, Paulo Bernardo actúa como el portero del zoológico, Reinaldo Rodrigues actúa como el vigilante del zoológico, Carol Melhem actúa como una reportera, Marcus Junior actúa como el amigo de Lino durante su juventud, Arthur Salerno actúa como la versión infantil de Lino, Hugo Myara actúa como la versión infantil de Víctor y Wirley Container actúa como la versión adolescente de Víctor.

## Doblaje
| Nombre del personaje        | Actor de voz original          | Actor de doblaje               | Actor de doblaje         | Actor de doblaje        |
| Nombre del personaje        | Actor de voz original          | Perú                           | México                   | México                  |
| --------------------------- | ------------------------------ | ------------------------------ | ------------------------ | ----------------------- |
| Lino                        | Selton Mello                   | Adolfo Aguilar                 | Christian Strempler      | David Ramos             |
| Lino                        | Arthur Salerno (niño)          | Marialejandra Rivera (niño)    | Max Durán (niño)         | David Ramos             |
| Don León                    | Luiz Carlos Moraes             | Yuval Benamú                   | Carlos Segundo           | Francisco Javier Rivero |
| Oficial Janine              | Dira Paes                      | Pilar Soto                     | Jocelyn Robles           | Alina Galindo           |
| Víctor                      | Guilherme Lopes                | Jesús Villanueva               | Gerardo Vásquez          | Salvador Reyes          |
| Víctor                      | Hugo Myara (niño)              | Víctor Luperdi (niño)          | Francisco Vargas (joven) | Salvador Reyes          |
| Víctor                      | Wirley Contaifer (adolescente) | Rubén de la Cruz (adolescente) | Francisco Vargas (joven) | Salvador Reyes          |
| Patty                       | Paolla Oliveira                | Fiorella Rodríguez             | Rebeca Gómez             |                         |
| Glue / Diablilla / Juliana  | Eduarda Moras                  | Salomé Yalta                   | Vanessa Olea             | Regina Rodríguez        |
| Marsh / Oficial Zarza       | Lupa Mabuze                    | Alejandro Ordinola             | David Ramos              | Ricardo Mendoza         |
| Mello / Oficial Mora        | Leo Rabelo                     | Paul Vásquez                   | Miguel Ángel Ruiz        | Ricardo Hill            |
| Jefe de policía             | Marcelo Xepa                   | Juan Diego Polanco             | Luis Alfonso Mendoza     | Roberto Mendiola        |
| Profesor Henry Topper       | Helio Ribeiro                  | Guercic Fernández              | Arturo Echeverría        | Enrique Cervantes       |
| Portero de zoológico        | Paulo Bernardo                 | Micky Bane                     | Jorge Ornelas            |                         |
| Vigilante de zoológico      | Reinaldo Rodrigues             | Chema G. Alexandre             | Daniel Lacy              |                         |
| Niño de zoológico           | Metturo                        | Pablo Aguirre                  | Loreto Falcón            | Raymundo Espinosa       |
| Amigo de Lino (adolescente) | Marcus Junior                  | Nelson León                    |                          |                         |
| Reportera                   | Carol Melhem                   | Marisol Aguirre                | Julieta Rivera           |                         |
| Jefe Indio                  |                                | Micky Bane                     | Raymundo Armijo          |                         |
| Casera                      |                                | Pilar Soto                     | Catalina Muzquiz         | Magda Giner             |
| Frutero                     |                                | Micky Bane                     | Enrique Galván           |                         |
| Payaso                      |                                | Ismael Aguirre                 | César Garduza            |                         |
| Camarera                    |                                | Noelia Flores                  | Vanessa Olea             |                         |
| Jefe de Lino                |                                | Brayan Vílchez                 | Blas García              |                         |
| Anciana                     |                                | Liliana Farfán                 | Gloria Obregón           |                         |
| Niñera                      |                                | Pamela Albornoz                | Alicia Barragán          |                         |

### Voces adicionales

#### Perú
- Pamela Albornoz - Chica DDR
- Roberto Valdivieso - Sapo
- Ross Dávila - Dueña de la tienda y Amiga de Janine (niña)
- Salomé Yalta - Niña de cumpleaños y Señora de la multitud
- Yuval Benamú - Hombre de cumpleaños
- Verónica Amésquita - Niña de cumpleaños
- Micky Bane - Hombre comiendo en la calle
- Pilar Soto - Mujer comiendo en la calle
- Nelson León - Chico de volantes
- Juan Diego Polanco - Varias

#### México
- Miguel de León
- Dan Frausto
- Julio Grijalba
- Pablo Moreno
- Pamela Mendoza
- Estefanía Piedra
- Melissa Gutiérrez
- Tereza Mendoza
- Tenyo Vargas
- Alexis Mendoza
- Jared Mendoza
- Laura Angélica Sánchez
- Carlos Osnaya
- Juan Carlos Mijangos

- Adriana Núñez
- Enrique Cervantes
- Elena Torres
- Doris Vargas
- Fidel Garriga
- Mario Aguilar
- Oscar López

### Créditos técnicos

#### Estudio de doblaje
- Big Bang Films (Perú)
- CineDub (México)
- Candiani Dubbing Studios (México)

#### Dirección de doblaje
- Roberto Valdivieso (Perú)
- Gloria Obregón (México)
- César Arias (México)

## Banda sonora
- «Mais Uma Vez (Una vez más)»
  - Escrita por: Renato Russo y Flávio Venturini
  - Interpretada por: Marina Santana, Karina Firmo y Marilice Cosenza

## Recepción
La película recibió una amplia acogida en la taquilla brasileña e internacional, siendo exhibida en varios países (incluidos Rusia y algunos países de Latinoamérica) con excelentes resultados. En el sitio brasileño AdoroCinema la película fue alabada. El sitio afirma: "Tenemos una premisa creativa, algo loable dentro de un género tan enredado como la animación infantil". El diario O Globo describió la película positivamente, afirmando que: "Ribas demuestra su potencial para agradar a una amplia gama de espectadores".
Además, la película obtuvo una nominación en la categoría Mejor Película de Animación en la V Edición de los Premios Platino de cine iberoamericano.

## Premios y nominaciones
| Año  | Premio                        | Categoría                   | Resultado |
| ---- | ----------------------------- | --------------------------- | --------- |
| 2018 | Gran Premio de Cine Brasileño | Mejor película de animación | Ganadora  |
| 2018 | Premios Platino               | Mejor película de animación | Nominada  |
| 2018 | Premios Guaraní               | Mejor película de animación | Ganadora  |